# Didier Garcia
Didier Garcia (* 23. Mai 1964 in Le Blanc-Mesnil) ist ein ehemaliger französischer Radrennfahrer und nationaler Meister im Radsport.

## Sportliche Laufbahn
Garcia war Teilnehmer der Olympischen Sommerspiele 1984 in Los Angeles. Dort startete er im Bahnradsport. Im Punktefahren belegte er den 12. Rang. In der Mannschaftsverfolgung kam Frankreich mit Didier Garcia, Éric Louvel, Pascal Potié und Pascal Robert auf den 6. Rang.
Bei den Mittelmeerspielen 1983 holte er die Bronzemedaille in der Einerverfolgung. Nachdem er 1982 den nationalen Titel in der Einerverfolgung bei den Junioren gewonnen hatte, holte er 1983 den Meistertitel bei den Amateuren.
Nach den Olympischen Sommerspielen wurde er 1984 Berufsfahrer im Radsportteam Peugeot und blieb bis 1987 als Radprofi aktiv. 1986 siegte er im Etappenrennen Circuit Cycliste Sarthe und gewann dort das Einzelzeitfahren. Auf der Bahn wurde er 1984 Vize-Meister im Punktefahren und Vize-Meister im Zweier-Mannschaftsfahren mit Gilbert Duclos-Lasalle. 1986 wurde er Dritter der Meisterschaft in der Einerverfolgung und Meister im Zweier-Mannschaftsfahren mit Dominique Lecrocq als Partner.